# Objektmine F-10

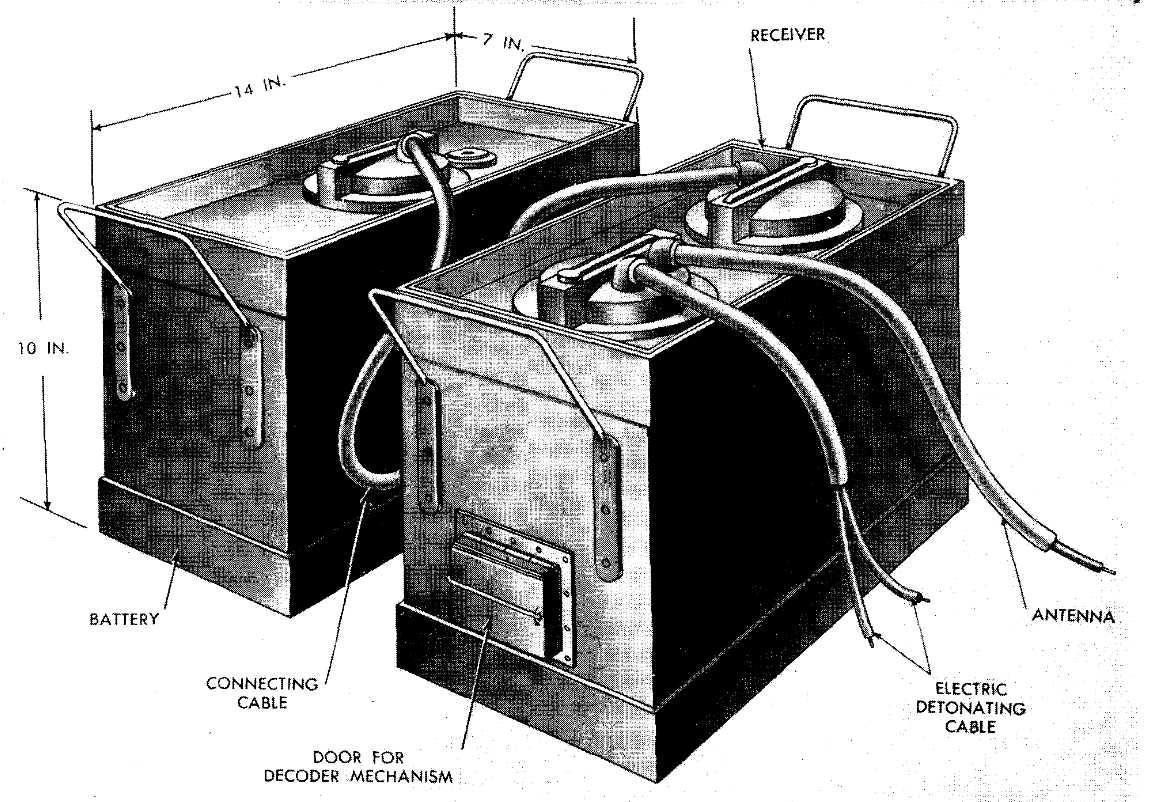

Die Objektmine F-10, russisch „Объектная радиоуправляемая мина Ф-10“, war eine sowjetische Mine im Zweiten Weltkrieg, die aus Entfernungen bis zu 600 Kilometer über Funk ausgelöst werden konnten.

## Geschichte
Mit der Entwicklung von funkferngesteuerten Minen wurde 1924 in der Sowjetunion begonnen. Die ersten Geräte wurden BEMI genannt, nach den Initialen ihren Entwicklern W. Bekauri und W. Mitkewitsch. Sie arbeiteten in einem technischen Büro für spezielle militärische Entwicklungen, welches „Ostechbjuro“ (Остехбюро) genannt wurde. 1929 wurden die Minen als F-10 bei der Roten Armee eingeführt. 1932 wurde die erste Spezialeinheit aufgestellt, welche die Verminung von öffentlichen Gebäuden, Industriebetrieben und Infrastruktur mit ferngesteuerten Minen zur Aufgabe hatte. Es entstanden spezielle Kompanien für diese Aufgabe. Während des Krieges wurden 5000 F-10 Minen von der Sowjetunion hergestellt. Die meisten Minen wurden aber im Herbst 1941 eingesetzt, da die Schwächen des Systems bekannt wurden. Die Auslösung konnte durch Funkstörungen verhindert werden. Auch die Batterien stellten ein Problem dar. Ihre Lebenszeit war zu kurz. Mit Zeitsteuerungen wurde die Lebenszeit der Batterien erhöht, doch diese verursachten Geräusche, die mit Mikrofonen gehört werden konnten.

## Technik
Die F-10 Mine bestand aus der 12-V-Batterie und der Empfangseinheit, welche jeweils in rechteckigen Behältern (35 cm lang, 18 cm breit, 25 hoch) untergebracht waren. Die Batterie und die Empfangseinheit waren mit einer elektrischen Leitung verbunden und wurden gewöhnlich in einem wasserdichten Gummisack platziert. Die Empfangseinheit bestand aus Empfänger, Verstärker mit acht Elektronenröhren, Dekodierer, Uhrwerk und Relais. Für die erforderliche Anodenspannung der Röhren musste die Spannung hochtransformiert werden. Der Empfänger war an eine bis zu 30 m lange Antenne angeschlossen. Diese wurde verdeckt unterirdisch verlegt. Auch die Elektroinstallation in Gebäuden konnte als Antenne verwendet werden. Die Batterie konnte die Mine nur wenige Tage kontinuierlich betriebsbereit halten. Das elektrische Uhrwerk stellte deshalb den Empfänger alle 2–5 Minuten für wenige Sekunden auf Empfang, so blieb die Mine bis zu 3 Monate betriebsbereit. Jede Empfangseinheit war auf eine bestimmte Funkfrequenz und einen oder mehrere bestimmte Töne eingestellt. Damit der Zünder auslöste musste z. B. ein Ton in Höhe von 150 Hertz eine Sekunde lang, dann ein Ton mit 700 Hertz eine Sekunde lang ausgesendet werden. Die Aussendung der Töne musste mehrmals wiederholt werden, um die Bombe scharf zu stellen. Für das Dekodieren dieser Code wurden Stimmgabeln eingesetzt, welche Kondensatoren luden, welche wiederum Relais ansteuerten. Blieb der Empfang z. B. des zweiten Tones aus, so entlud sich der Kondensator nach einer bestimmten Zeit und die Erkennung wurde wieder zurückgesetzt. Das Verfahren wurde eingesetzt damit die Zündung nicht durch Störungen auf der Funkfrequenz ausgelöst werden konnten. Als Funkfrequenzen dienten Frequenzen der Langwelle und Mittelwelle zwischen 130 und 1100 kHz. Eine Auslösung durch Rundfunksender war dadurch möglich. Das Sendesignal konnte, je nach Antennenlänge und Verlegung, aus bis zu 600 km empfangen werden. Wenn der Dekodierer die entsprechenden Töne erkannte, dann schloss sich das Relais, welches den Schaltkreis für den oder die elektronischen Sprengzünder schloss. Bis zu 36 Sprengladungen konnten sich bis zu 50 m von der Empfangseinheit befinden. Die Mine war durch Zugzünder vor Entschärfung gesichert. Im Prinzip handelte es sich bei der Kodierung und Dekodierung von Nachrichten mit Tönen um einen Vorläufer des noch heute im deutschen BOS-Funk eingesetzten 5-Ton-Folge Verfahrens, welches zur Auslösung von Sirenen und zur stillen Alarmierung von Feuerwehren und Rettungsdiensten eingesetzt wurde und wird.
Auf der Empfangseinheit war der Frequenzbereich mit Römischen Ziffern angegeben. So wurden Empfänger, welche im Frequenzbereich zwischen 413,8 und 428,6 kHz arbeiteten mit XXXIV beschriftet. Geräte mit folgenden Frequenzbereichen standen zur Verfügung: Empfänger um 130 kHz, 172 kHz, 245 kHz, 268 kHz, 413,8–428,6 kHz, 428,6–444,4 kHz, 462,1–480 kHz, 480–500 kHz, 500–521,8 kHz, 545–568 kHz, 600–631,3 kHz, 631,3–667 kHz, 667–706 kHz, 706,7–750 kHz, 750–800 kHz, 800–857,5 kHz, 887,7–922,8 kHz, 922,8–1000 kHz und 1000–1094,1 kHz. Ausgelöst wurden die Minen mit Funksendern der Roten Armee mit einer Ausgangsleistung zwischen 500 und 1000 Watt. So war eine sichere Reichweite von bis zu 600 Kilometer je nach Tages und Nachtzeit gegeben. Mit kleineren Funkgeräten mit einer Ausgangsleistung von 50 Watt betrug die Reichweite bis zu 30 Kilometer. Auch Rundfunksender, welche im Lang und Mittelwellen Frequenzbereich arbeiteten konnten die Minen auslösen.

## Einsatz

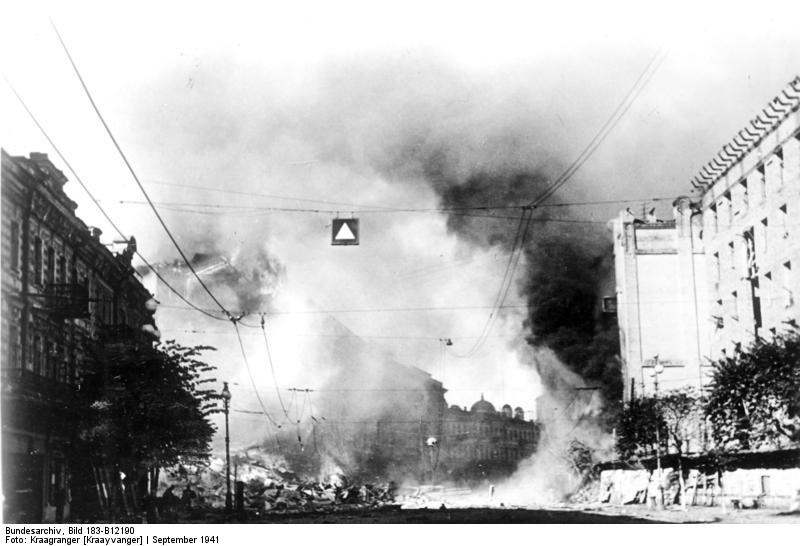
Durch ferngezündete Mine zerstörtes Gebäudes im September 1941 in Kiew

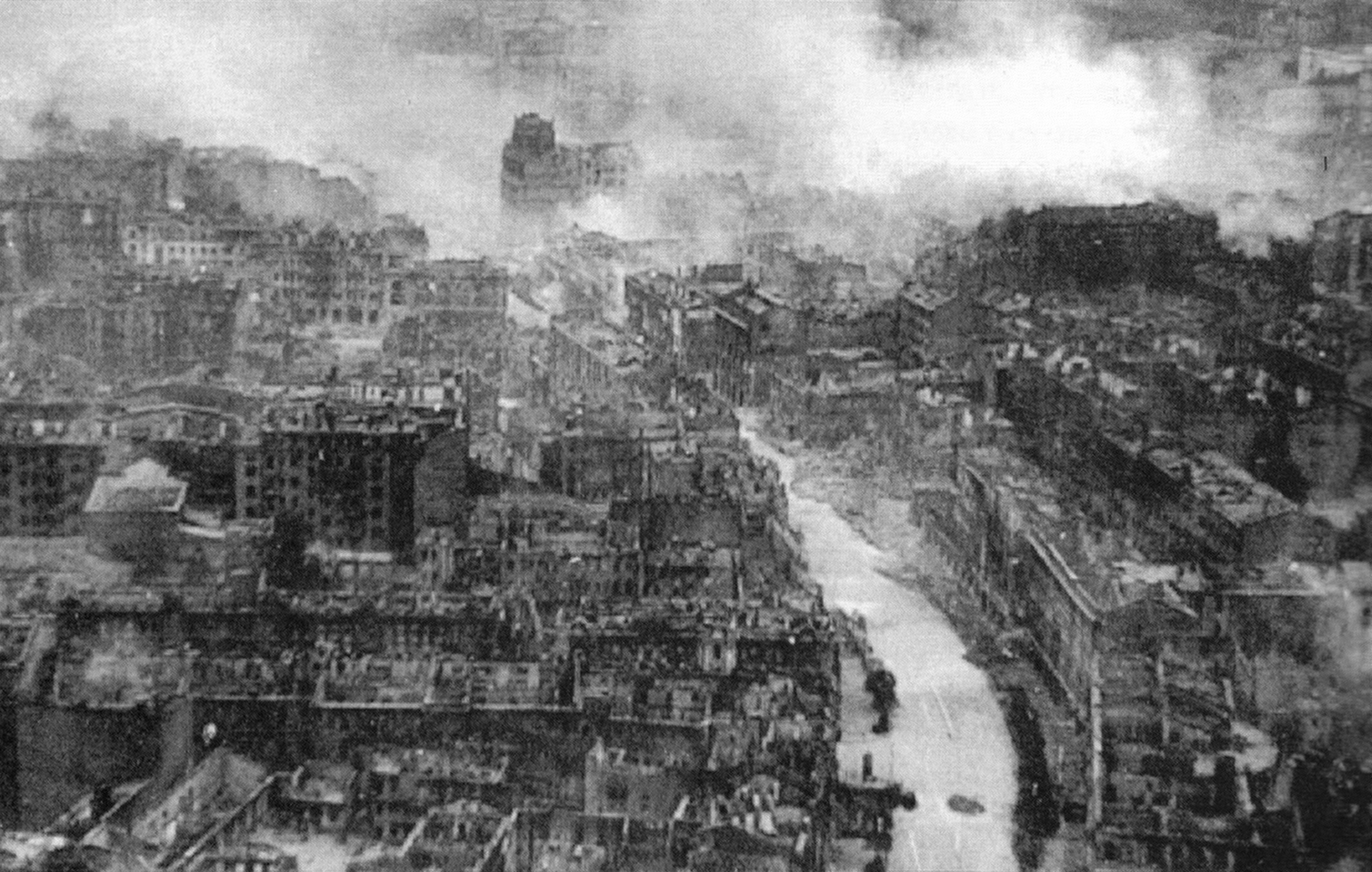
Kiew nach dem Großbrand, welcher erst am 29. September 1941 nach einem Großeinsatz deutscher und ukrainischer Feuerwehren unter Kontrolle gebracht werden konnte. Der Brand brach am 24. September 1941 nach einer Explosion im Postamt der Stadt aus.

Die Wehrmacht wurde zu Beginn des Unternehmen Barbarossa überrascht, dass einige Gebäude in schon länger eroberten Gebieten gesprengt wurden, gerade als sich hochrangige Offiziere darin befanden. Ein Agent meldete dazu die Belegung des Gebäudes, dann wurde das Zündsignal gesendet. Auf diese Weise starb beispielsweise Generalleutnant Georg Braun, der Kommandeur der 68. Infanterie-Division, in Charkow.
Es wird vermutet, dass die F-10-Mine am 12. Juli 1941 das erste Mal in der Ortschaft Strugi Krasnyje zum Einsatz kam. Drei Minen, bestehend aus je 250 Kilogramm Sprengstoff, wurden aus 150 Kilometern Entfernung gezündet. Die Minen wurden gezündet, als deutsche Panzer die verminten Gebäude erreichten. Am 19. September 1941 eroberten die deutschen Truppen die ukrainische Hauptstadt Kiew. Zwischen dem 24. und 28. September wurden mehrere große Gebäude, in denen sich die deutschen Truppen einquartiert hatten, mit funkferngesteuerten Minen zerstört. Sowjetische Pioniere hatten die Gebäude mit F-10-Minen vor der Eroberung der Stadt vermint. 200 Gebäude und die Hauptstraße der Stadt wurden komplett zerstört. Mehrere Hundert deutsche Soldaten und eine unbekannte Anzahl von Ukrainern wurden dabei getötet. Das bedeutendste Gebäude war das im Jahr 1073 errichtete Kiewer Höhlenkloster. Die Minen wurden mehrere Tage vor der Eroberung von Pionieren der 37. Sowjetischen Armee und Einheiten des NKWD gelegt. Brücken, Stromversorgungseinrichtungen, Eisenbahneinrichtungen und die Wasserversorgung waren Ziel der Mineure. Auch das Gebäude des Zentralkomitees der Kommunistischen Partei, das Gebäude der Nationalbank, der Post, das Opernhaus, das Lenin-Museum und das ukrainische Parlamentsgebäude waren weitere Ziele der Pioniere. Die Gewalt der Explosionen war so groß, dass die Innenstadt von Kiew in einem zwei Wochen dauerten Feuer komplett abbrannte. Während des Krieges wurde die Innenstadt nicht mehr aufgebaut. Am 22. Oktober 1941 wurde das Hauptquartier der Rumänischen Armee in Odessa durch ferngesteuerte Minen zerstört. 67 Personen, darunter ein rumänischer General, wurden getötet. Am 14. November 1941 wurden mehrere Gebäude, welche gerade von der Deutschen Wehrmacht in Charkow bezogen worden waren, in die Luft gesprengt. Dabei wurden hunderte Wehrmachtangehörige getötet, darunter Generalleutnant Georg Braun.
Der deutschen Wehrmacht gelang es, einige der Minen zu entschärfen. Im Kiewer Opernhaus wurde eine Mine mit einer Tonne Sprengstoff gefunden und entschärft, im Lenin-Museum eine Mine mit drei Tonnen. Neben funkferngesteuerten Minen wurden in Kiew auch Minen mit Zeitzündern eingesetzt. Die deutschen Truppen versuchten, die Funksignale durch Störsender auf ihnen bekannten Frequenzen zu blockieren. Durch einen 100-Watt-Sender konnte die Auslösung in einem Umkreis von 3 bis 4 Kilometern blockiert werden. Doch meistens waren die Frequenzen nicht bekannt. Den Deutschen gelang es, einen Zugführer der Minenexperten mit Namen Lewtschenko festzunehmen. Dieser verriet den Deutschen wichtige Details über die Verminungsoperationen und führte diese zu Orten, wo die Minen versteckt worden waren. Lewtschenko half den Deutschen, die Minen im Opernhaus und im Lehrerhaus zu entschärfen.
Die Wehrmacht glaubte zunächst, die Funktechnik stamme aus den USA. Zur Bekämpfung wurde im Herbst 1941 eine Pionier-Horchkompanie, eine Sondereinheit der deutschen Pioniertruppe gebildet, die mit speziellen Mikrofonen die leise elektrische Schaltuhr zu orten versuchten. Dieses gelang aber nur, wenn das Mikrofon sehr nahe an der Schaltuhr positioniert wurde. Auch Funkgeräte wurden zum Stören der Aussendungen eingesetzt, wenn die Empfangsfrequenzen der Minen bekannt waren.
Zur Sprengung von Stabsquartieren, allerdings durch Zeitzünderminen, schrieb Erich von Manstein in seinen Erinnerungen:

„Übrigens mußten Stabsquartiere und andere Gebäude damals nach Zeitzünderminen abgesucht werden, nachdem in Kijew ein deutscher, in Odessa ein rumänischer Stab solchen Minen zum Opfer gefallen war.“

Auch im Krieg mit Finnland setzte die Sowjetunion funkferngesteuerte Minen ein. In der Stadt Wyborg fanden die finnischen Truppen im September 1941 eine Mine mit 2400 Kilogramm TNT im Wasserturm der Stadt, nachdem sie die Stadt von der Roten Armee zurückerobert hatten. Die Mine empfing auf der Frequenz 715 Kilohertz und konnte durch einen Störsender erfolgreich an der Auslösung gehindert werden. Der Auslöser der Mine mit Funkempfänger befindet sich heute im Besitz eines finnischen Militärmuseums.
Albert Speer notierte über eine Besprechung mit Hitler am 28./29. November 1944:

„Der Führer betont zum wiederholten Male die unbedingte Vordringlichkeit der Schaffung von Fernzündungen für Minen. Er weist dabei auf den außerordentlich gefährlichen Einfluß dieser Einrichtung bei der seinerzeitigen Besetzung von Kiew hin und befiehlt, daß auf diesem Gebiet mit Schwerpunkt in Kürze entsprechende Zahlen von Sende- und Empfangsgerät in Fertigung kommen.“